# Johannes Schwartzkopff

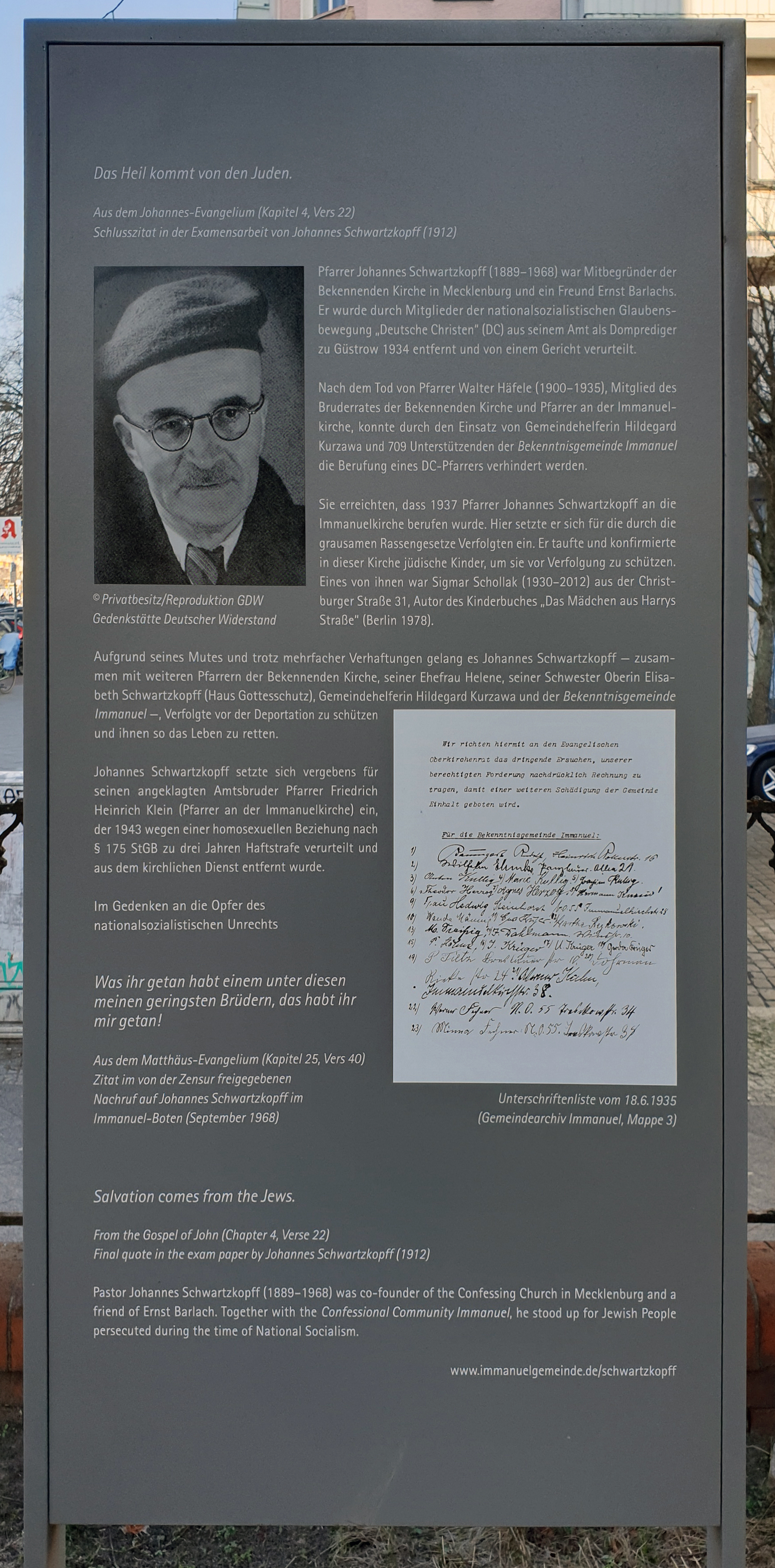
Gedenktafel an der Immanuelkirche, in Berlin-Prenzlauer Berg

Theodor Johannes Schwartzkopff (* 2. August 1889 in Wolfsburg, Landkreis Gardelegen; † 22. Juni 1968 in Berlin) war ein deutscher evangelischer Geistlicher und Förderer des Werkes von Ernst Barlach.

## Leben
Johannes Schwartzkopff war der Sohn des Pastors David Schwartzkopff. Er wuchs weitgehend in Berlin auf, wo sein Vater David Schwartzkopff 1896 eine Pfarrstelle der Versöhnungskirche (Berlin-Mitte) übernahm und zunächst nebenamtlich und später hauptamtlich als Direktor der Berliner Stadtmission wirkte.
Er besuchte das Humboldt-Gymnasium (Berlin-Tegel), das er 1908 mit dem Abitur abschloss, und studierte Evangelische Theologie an den Universitäten Tübingen, Berlin und Halle. 1911 nahm er an der Konferenz des Christlichen Studenten-Weltbunds in Istanbul teil und unternahm anschließend eine Reise durch Griechenland. Eine Augenerkrankung machte die Verschiebung seines Ersten Theologischen Examens notwendig, das er im zweiten Anlauf im Frühjahr 1912 bestand. Seine Predigerseminarszeit leistete er im Predigerseminar der Kirche der Altpreußischen Union in Naumburg am Queis, heute Nowogrodziec ab. Im April 1914 erfolgte seine Ordination zum Pfarrer der Evangelischen Kirche der Altpreußischen Union. Seine erste Stelle war die eines Hilfspfarrers bei seinem Onkel in Bromberg, heute Bydgoszcz.
1915/16 leistete er Kriegsdienst als Feldgeistlicher; im Januar 1916 wurde er mit dem Eisernen Kreuz 2. Klasse ausgezeichnet.

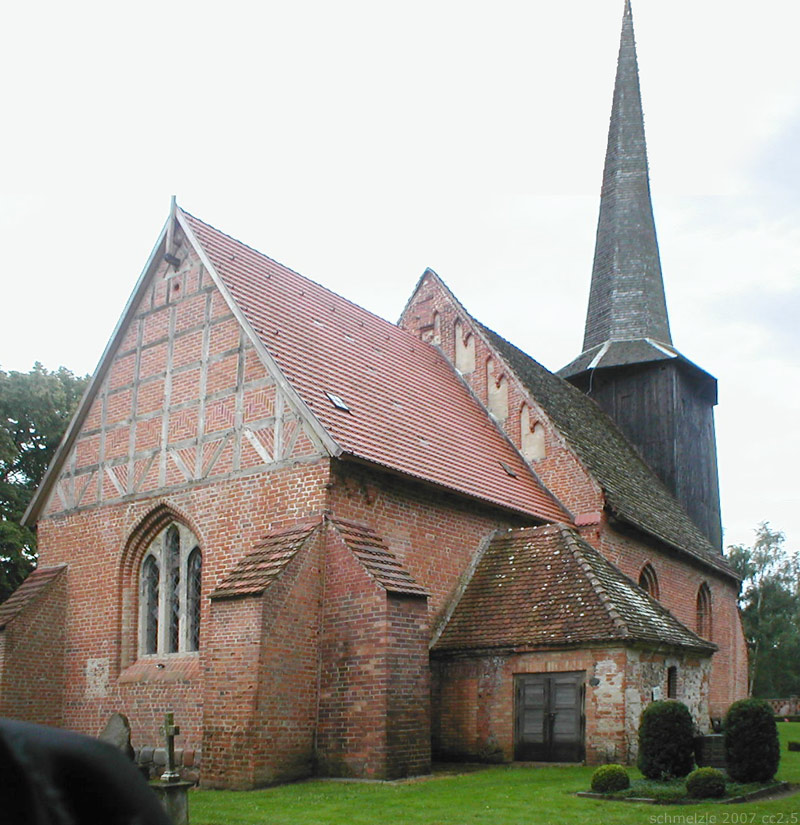
Evangelische Kirche Varchentin

Im Frühjahr 1917 trat er in den Dienst der Evangelisch-Lutherischen Landeskirche Mecklenburgs und wurde Pastor in Varchentin. Hier entwickelte er bald eine umfangreiche volksmissionarische Tätigkeit, die weit über die Gemeinde hinauswirkte. 1920 gehörte er zu den Gründungsmitgliedern der Pastoralen Vereinigung für theologische Vertiefung und volkskirchliche Arbeit, die in Zusammenarbeit mit Rostocker Theologieprofessoren Freizeiten und ab 1925 die so genannte „Aufbauwoche“ anbot. Die Aufbauwoche fand bis 1933 fünf Mal statt und bot in 14 Tagen über das gesamte Gebiet der Landeskirche verteilt eine Vielzahl an Veranstaltungen.

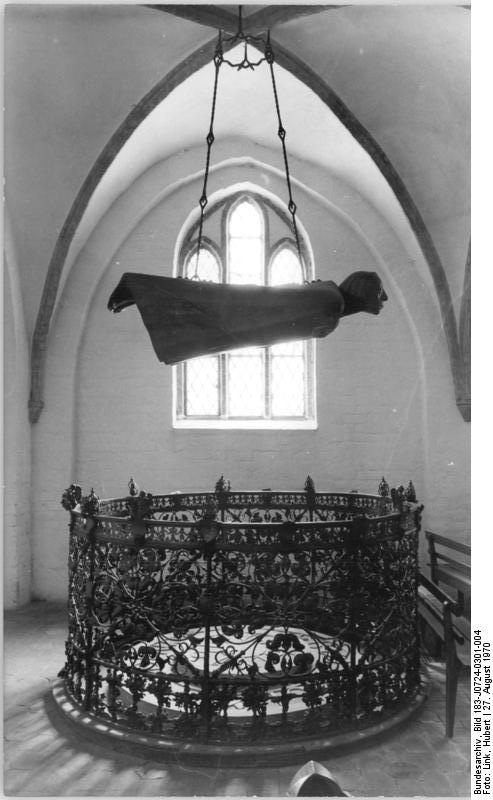
Der Schwebende (1970)

1925 wurde Schwartzkopff zum Domprediger am Güstrower Dom berufen und übernahm auch den Religionsunterricht an der Domschule Güstrow. Schon in seinem ersten Amtsjahr in Güstrow begann seine Bekanntschaft und spätere Freundschaft mit Ernst Barlach. Schwartzkopff überzeugte Barlach, ein Ehrenmal für den Dom zu schaffen. Der Schwebende wurde 1927 eingeweiht. Von Anfang an verteidigte Schwartzkopff Barlachs Arbeit. Auch im Vorfeld der Aufstellung des Ehrenmals im Magdeburger Dom setzte sich Schwartzkopff für Barlach ein.
Die Deutschen Christen in der Mecklenburgischen Landeskirche verhinderten nach ihrer Machtübernahme 1933 eine geplante Berufung Schwartzkopffs zum Landessuperintendenten in Rostock. Er gehörte bald zu den führenden Mitgliedern des Pfarrernotbunds und der Bekennenden Kirche in Mecklenburg. Im Februar 1934 wurde er von der deutsch-christlichen Kirchenbehörde erstmals vorübergehend seines Amtes enthoben. Im Juni 1934 wurde er mit sechs weiteren Pastoren (Gottfried Holtz, Henning Fahrenheim, Hans Werner Ohse und Christian Berg aus Boizenburg, Viktor Wittrock aus Schwerin und Walter Pagels aus Rostock) vor einem Sondergericht in Schwerin wegen Verstoßes gegen die Heimtückeverordnung und wegen „Herabwürdigung“ des nationalsozialistischen Staates zu vier Monaten Haft verurteilt, im Zuge einer allgemeinen Amnestie jedoch begnadigt und gesundheitlich angegriffen nach Mölln (Mecklenburg) versetzt. 1935 wurde ein Redeverbot gegen ihn verhängt. Sein Nachfolger in Güstrow, der deutschchristliche Landessuperintendent Friedrich Kentmann, veranlasste 1937 die Entfernung des Barlachschen Ehrenmals aus dem Dom.
Zum 1. Mai 1937 verließ Schwartzkopff Mecklenburg und nahm eine Berufung an die Immanuelkirche (Berlin) an. Ende Oktober 1938 hielt er die Trauerfeier für Ernst Barlach in dessen Güstrower Atelier und leitete die Beisetzung in Ratzeburg. Er wurde in das Nachlassgremium zur Verwaltung des künstlerischen Nachlasses Barlachs berufen, dem er bis zu seinem Tod angehörte.

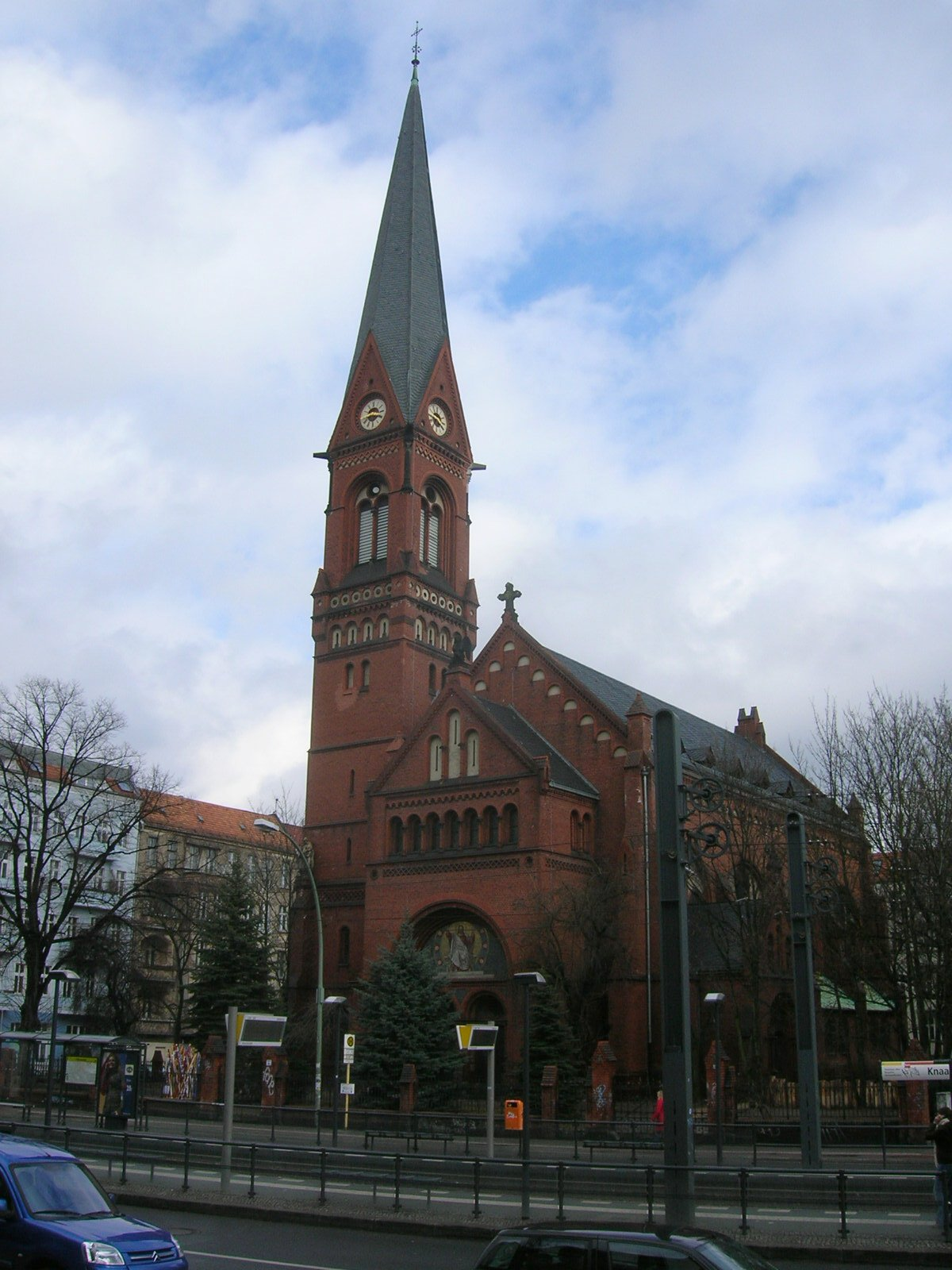
Immanuelkirche (Berlin)

In Berlin leistete er neben seiner Gemeindearbeit praktische Hilfe bei der Unterstützung von bedrängten Juden und Christen, die von den Nürnberger Gesetzen betroffen waren. 1937 war er kurzzeitig in Plötzensee inhaftiert. Weitere Verhaftungen erfolgten 1938 und 1939. Ein Verfahren im März 1939 endete mit einem Freispruch. Im Zweiten Weltkrieg intensivierte sich die Hilfe Schwartzkopffs für Verfolgte. 1944 taufte und konfirmierte er den aus einer Mischehe stammenden späteren Schriftsteller Sigmar Schollak. Er bot vorübergehend Versteck an und vermittelte Verfolgte in Pfarrhäuser nach Mecklenburg, so die junge Frau Rosa Dessauer, die in verschiedenen Pfarrhäusern Unterschlupf fand und so überlebte.
1947 wurde er nebenamtlich zum Konsistorialrat und Mitglied des Berliner Oberkirchenrats berufen. Zu seinem Verantwortungsgebiet gehört die Bahnhofsmission, deren Tätigkeit in der DDR jedoch 1956 untersagt wurde. Zeitgleich betreute er die erste Barlach-Ausstellung nach dem Krieg in Berlin. 1950 konnte er eine Vortragsreise über Barlach nach Schweden und Dänemark unternehmen. Er setzte sich für die Wiederaufstellung des Mahnmals im Güstrower Dom ein und sprach bei der Wiedereinweihung 1952. Elmar Jansen nannte ihn in einem Nachruf Getreuer Schutzpatron des Engels von Güstrow.
Im Januar 1958 ließ sich Schwartzkopff pensionieren und zog nach West-Berlin.
Er war seit August 1914 verheiratet mit der Offizierstochter Helene, geb. von Loeper (1890–1963). Das Paar hatte zwei Söhne, Johann (Georg) (1918–1995) und Hartmut (* 1923), sowie die Tochter Irmtraud (* 1920). Nach dem Tod seiner Frau heiratete er 1964 seine ehemalige Gemeindehelferin Hilde, geb. Kurzawa.

## Werke
- Das Göttliche in der Natur. Bahn, Schwerin [1924]
- Aufbau: Beiträge aus einer kirchlichen Aufbauwoche in Mecklenburg. Bahn, Schwerin 1925